# Nazionale maschile di hockey su pista della Norvegia
La nazionale di hockey su pista della Norvegia è la selezione maschile di hockey su pista che rappresenta la Norvegia in ambito internazionale.

Ha preso parte al Campionato del mondo di hockey su pista nel 1954, 1955 e 1956 e ai Campionati europei di hockey su pista 1959
Attualmente è inattiva.